# Opera Hedeland

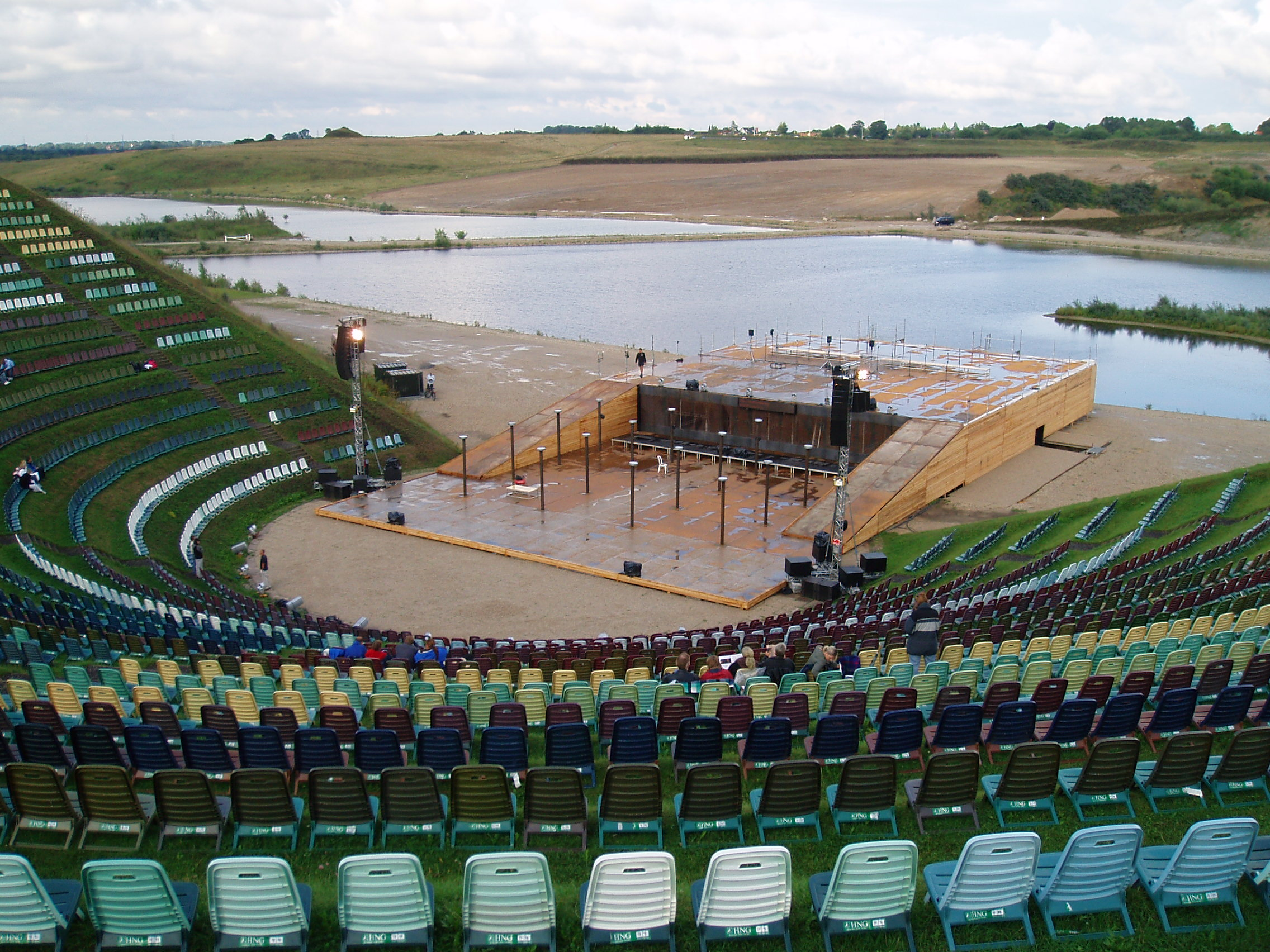
Tribunen

Opera Hedeland är en utomhusscen strax öster om Roskilde på Själland i Danmark.
Scenen blev invigd 1996 och sedan 2002 har man varje år i augusti satt upp en operaföreställning.